# Thieme-Becker
Thieme-Becker je užívaná zkratka biografického slovníku umělců s názvem Allgemeines Lexikon der Bildenden Künstler von der Antike bis zur Gegenwart. Lexikon nejprve připravovali kunsthistorici Ulrich Thieme a Felix Becker, starost o dílo poté převzal Hans Vollmer (ten také editoval časově navazující dílo pod názvem Allgemeines Lexikon der Bildenden Künstler des XX. Jahrhunderts, obě díla bývají souhrnně nazývána Thieme-Becker-Vollmer).
Lexikon byl vydáván u Wilhelma Engelmanna (do roku 1911) a E. A. Seemanna v Lipsku v letech 1907–1950 v 37 dílech. Obsahuje 148 180 biografií od okolo 400 přispěvatelů z celého světa. Vollmerův doplněk pro 20. století vycházel v letech 1953–1962 u stejného nakladatele v šesti dílech. Od roku 1969 je vydáván Allgemeines Künstlerlexikon: Die bildenden Künstler aller Zeiten und Völker, biografický projekt vycházející Thieme-Becker-Vollmera. Vydávání se dnes děje v digitální podobě a zajišťovali ho nakladatelé E. A. Seemann, K. G. Saur Verlag (od roku 1991) a doposud skupina Walter de Gruyter (od roku 2006).